# Belo Polje (Raška)
Bеlo Polje (cirill betűkkel: Бело Поље), település Szerbiában, a Raškai körzethez tartozó Raška községben.

## Népesség
- 1948-ban 142 lakosa volt.
- 1953-ban 141 lakosa volt.
- 1961-ben 133 lakosa volt.
- 1971-ben 116 lakosa volt.
- 1981-ben 86 lakosa volt.
- 1991-ben 70 lakosa volt.
- 2002-ben 48 lakosa volt, akik mindannyian szerbek.